# Кожамберді
Кожамберді́ (каз. Қожамберді) — село у складі Жанакорганського району Кизилординської області Казахстану. Адміністративний центр та єдиний населений пункт Кожамбердинського сільського округу.
У радянські часи село називалось Комунізм.
Населення — 786 осіб (2021; 897 у 2009, 992 у 1999, 934 у 1989).